# Maneirismo em Portugal
O maneirismo português começou em meados do século XVI e durou até meados do século XVII.
O maneirismo foi um estilo e um movimento artístico europeu que constituí manifesta reação contra os valores clássicos prestigiados pelo humanismo renascentista. O termo surge da expressão a maniera de, usada para se referir a artistas que faziam questão de imprimir certas marcas individuais nas suas obras e procuravam efeitos bizarros que já apontam para a arte moderna, como o alongamento das figuras humanas e os pontos de vista inusitados. 
Com este estilo, a Bella Maniera (em que se inscrevem a obra poética de Luís de Camões e a teoria da arte de Francisco de Holanda), a arte portuguesa envereda por um tempo de ousadias, uma frenética busca de novos caminhos, em incisiva ruptura com anteriores academismos e esgotamentos formais. Enfim, após cerca de 1580, é a arte mais disciplinada e pedagógica da Contra-Maniera que vai desenhar o seu curso produtivo, com resultados por vezes admiráveis na busca de consensos vernáculos, coincidentes com a nova realidade nacional decorrente da Monarquia Dual filipina.
Como sempre decorreu na história da arte portuguesa, foi devido a influências externas que este movimento se desenvolveu em Portugal. Em relação ao Maneirismo, houve dois factores fundamentais: os tratados de Giacomo Vignola e Serlio que forneciam uma ampla informação das ideias principais do movimento e a difusão do modelo da igreja jesuíta, funcional, de linhas simples, pela Companhia de Jesus. Fontes de inspiração italianas, francesas, flamengas e castelhanas, e também recolhidas de artistas nacionais em Itália, como Francisco de Holanda, na presença de mestres estrangeiros como Chanterene, na circulação de quadros e gravuras especialmente flamengas (Cornelis Cort, etc.), na edição de tratados (Medidas del Romano, etc.) na divulgação dos ensinos teóricos de Herrera , de Andrea Palladio, etc., e nos motivos ornamentais das artes gráficas.

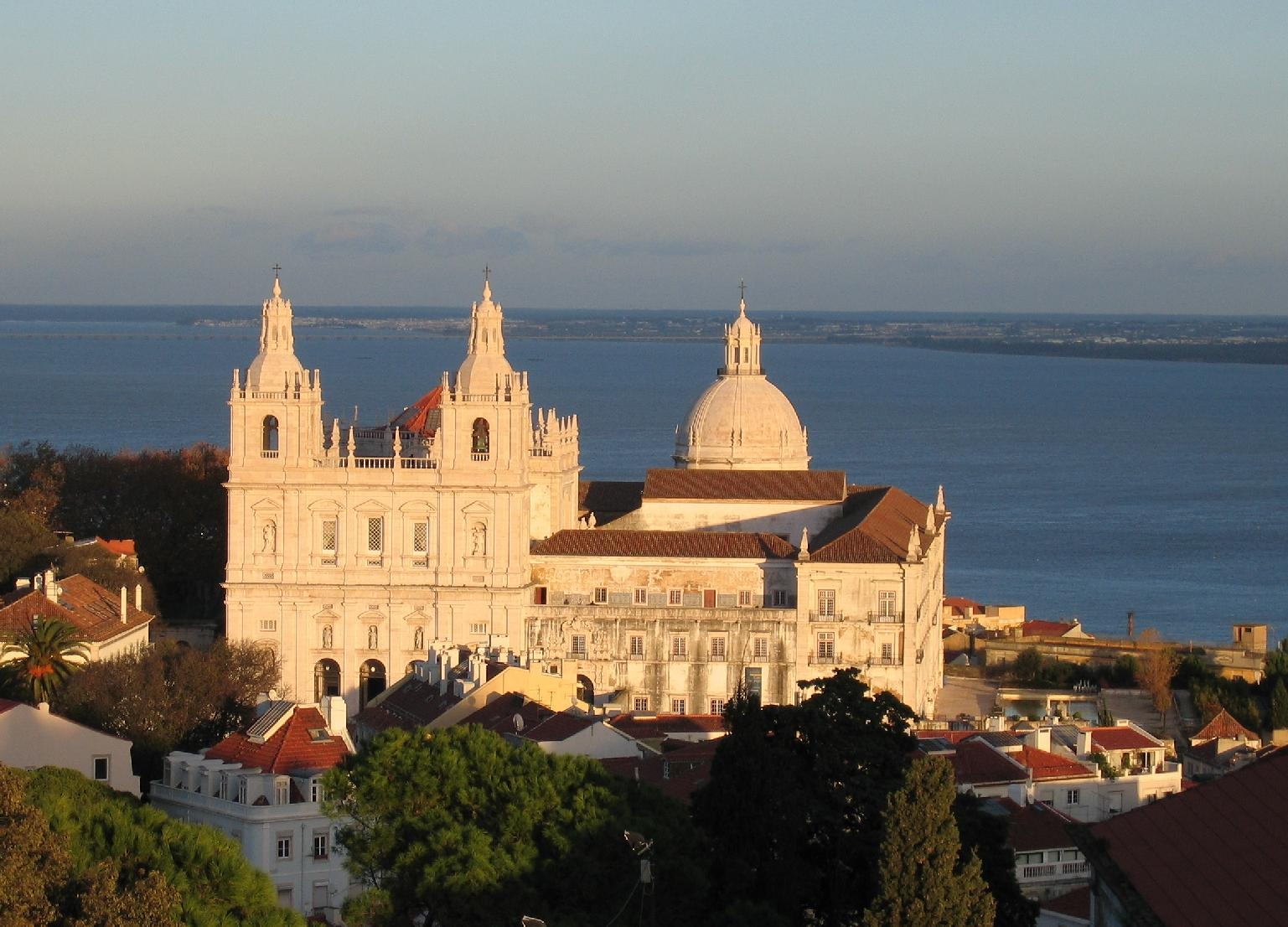
Igreja de São Vicente de Fora.

O primeiro maneirismo arquitetónico surge tutelado pelo claustro principal do convento de Tomar durante a intervenção de Diogo de Torralva) entre 1554 e 1564. Aparece depois a igreja de São Vicente de Fora, em Lisboa (1582), edifício dominante do século XVII, durante o qual se construíram numerosos templos maneiristas: Sé Nova de Coimbra, de Baltasar Álvares; São Bento no Porto, de Diogo Marques; a Igreja de S. Paulo do Colégio, em Braga (1567-1590). Para além disso, as obras de reconstrução e requalificação do antigo Mosteiro de São Martinho de Tibães, nos séculos XVI e XVII, fizeram do edifício uma mistura prevalente entre o barroco e o maneirismo. Genericamente, a arquitetura do exterior apresenta sobriedade, contrapondo-se a um interior extravagante decorado com azulejos, talha dourada em escultóricos altares, no caso das igrejas, nos palácios por baixelas, faianças porcelanas e mobiliário. Na Índia, constróem-se a Catedral de Velha Goa (1597-1631) e a igreja da Graça  (1597-1602) e em Macau a igreja inaciana, de directa inspiração italiana.
Na pintura os sintomas de viragem anti-renascentista encontram-se pela primeira vez expressos em obras finais de Gregório Lopes e de alguns dos seus seguidores como Diogo de Contreiras e nas obras tardias de Garcia Fernandes. Será com a obra de António Campelo que a pintura em Portugal se abrirá a uma feição anticlássica e com explícitas bases intelectuais de referência. No último terço do séc. XVI a pintura vai adaptar-se a uma linguagem pedagógica, decorosa e imperial, destacando-se Gaspar Dias, Cristóvão de Morais e Francisco Venegas. 

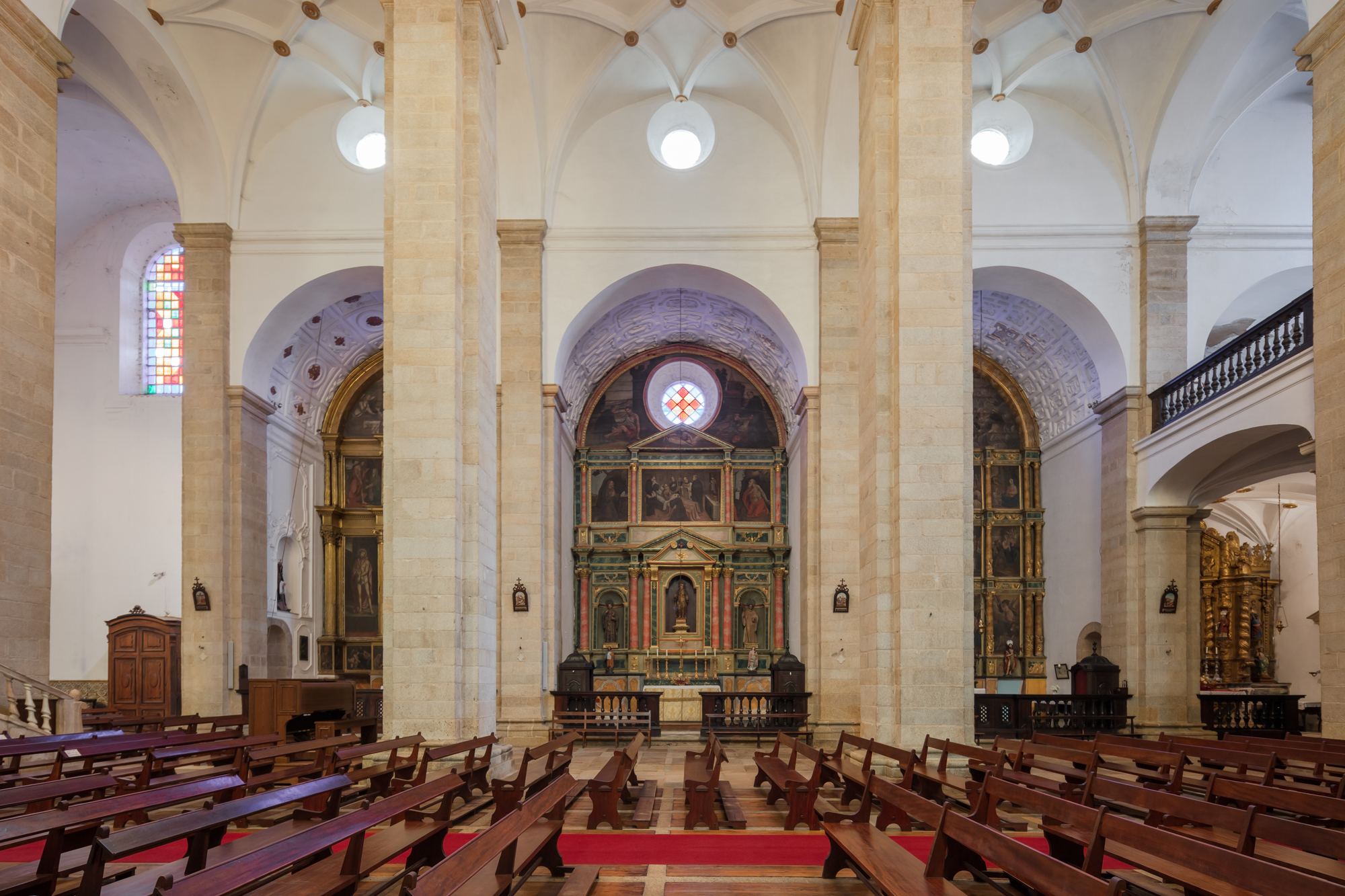
Capela de São Mauro da Catedral de Portalegre

Na escultura o maneirismo surge com os "Meninos da Graça" (Igreja da Graça (Évora)) atribuídos a Nicolau Chanterenne e terá o seu ponto alto na escola conimbricense de João de Ruão, na sua segunda fase, reconhecível a partir do retábulo da capela-mor da Sé da Guarda (1550). Para além disso, a arte maneirista também influenciou na criação de fontanários, como no caso da Fonte do Pelicano, por Marceliano de Araújo.
O maneirismo português percorreu três etapas fundamentais de evolução que são: a inicial, onde são absorvidos os modelos de influência italiana; a do desenvolvimento do modo de trabalhar à maniera italiana ("Triunfo da Bela Maneira"); a da necessidade de um discurso coerente, organizado e activo defensor dos valores da Contrarreforma. A clientela maneirista era constituída pelo monarca, pela nobreza clerical ou leiga, pelos municípios e pelas misericórdias.
A influência das gravuras flamengas aparece já em Vasco Fernandes (Pentecostes), mas é o grupo de mestres da oficina lisboeta de Jorge Afonso que, com o Mestre de São Quintino, constitui a primeira geração de pintura maneirista portuguesa: Gregório Lopes, Cristóvão de Figueiredo e Garcia Fernandes, que legou obra extensa, anti-renascentista. Na escultura, o novo estilo desponta com mestres franceses e flamengos radicados em Coimbra, que formam discípulos (Tomé Velho, Jerónimo de Ruão) e expandes a arte dos túmulos e altares, e a estatuária de pedra em que a figura aparece por vezes agitada Hodarte.